# Cova de Son Cardell
La cova de Son Cardell és una cova artificial prehistòrica d'enterrament de l'edat del bronze, situada a la possessió de Son Cardell, al lloc anomenat tanca d'en Conill, al municipi de Llucmajor, Mallorca. Fou descoberta el 1958 per E. Ripoll i B. Font Obrador.
La porta d'entrada té forma ovalada, més ampla (0,65 m) que alta (0,60 m). A la cambra, a la qual s'accedeix amb diversos esglaons, és allargada, de 5 m de llargària per 2,35 m d'amplària. Al fons hi ha una petita cambra formant absis de 0,8 m d'alçada. El sostre és de volta i la seva alçada màxima és 0,9 m. Hi havia una fossa central i bancs funeraris laterals. No s'hi trobaren restes, ja que havia estat espoliada.